# Гарн, Эдвин Джейкоб
Э́двин Дже́йкоб Гарн (англ. Edwin Jacob "Jake" Garn; род. 1932) — астронавт США. Совершил один космический полёт в качестве специалиста по полезной нагрузке на шаттле: STS-51D (1985, «Дискавери»), полковник, сенатор США от штата Юта (республиканец): 21 декабря 1974 — 3 января 1993.

## Рождение и образование
Родился 12 октября 1932 года в городе Ричфилд, штат Юта, там же, в Солт-Лейк-Сити, окончил среднюю школу. В 1955 году получил степень бакалавра (бизнес и финансы) в Университете штата Юта. В 1956 году там же получил степень доктора наук. Партийная принадлежность: республиканец.

## До полётов
С 1956 по 1960 год служил летчиком в авиации ВМС США. Получил также квалификацию штурмана. Пилотировал самолёты T-33, T-38, F-14, F-15, F-16, F-18, YC-14, YC-15, F-104, B-1, и SR-71. Принимал участие в разведывательных полётах над Японским морем. Служил в авиации Национальной гвардии штата Юта. Командовал 151-й воздушной группой в Солт-Лейк-Сити. Налёт на боевых и гражданских ЛА составляет более 10 000 часов.
С 1968 по 1972 год работал в муниципалитете Солт-Лейк-Сити. С 1971 по 1974 год — мэр Солт-Лейк-Сити. С 1974 по 1993 год — Сенатор Конгресса США от штата Юта. В 1986 году являлся председателем подкомиссии по ассигнованиям Сената. В выборах 1992 года не участвовал. Полковник ВВС (в отставке). Бригадный генерал ВВС Национальной Гвардии (в отставке).

## Космическая подготовка
Принял участие в объявленной в 1984 году программе «Политик в космосе». Прошёл подготовку к полету. 11 января 1985 года был официально назначен в экипаж шаттла «Челленджер» STS-51E. Однако из-за отмены этого полета в начале марта был переведён в экипаж шаттла «Дискавери» STS-51D.

## Космический полёт
- Первый полёт — STS-51D[3], шаттл «Дискавери». C 12 по 19 апреля 1985 года в качестве специалиста по полезной нагрузке. Участвовал в проведении различных экспериментов. Продолжительность полёта составила 6 суток 23 часа 56 минут[4].

Общая продолжительность полётов в космос — 6 суток 23 часа 56 минут.
Синдром космической адаптации для него был настолько жесток, что в шутку придумали «гарн» — единицу потери работоспособности в космосе. Максимум — 1 гарн — означает, что человек в космосе абсолютно бесполезен. Большинство космонавтов страдают не более чем на 0,1 гарна по этой шкале.

## После полёта
С 1993 года работал вице-председателем химического концерна «Huntsman». Член Совета директоров американского отделения Ассоциации исследователей космоса. Автор книги «Why I Believe» («Почему я верю»), соавтор книги «Night Launch» («Ночной запуск») (1989).

## Награды и премии
Награждён: Медаль «За космический полёт» (1985) и многие другие.

## Семья
Жена (первая) — Хейзел Томсон, поженились в 1957 году, у них четверо детей: Джекоб «Джек» мл., Сьюзан, Эллен и Джеффри.
Жена (вторая) — Кэтлин Бревингтон, поженились в 1977 году, у них трое детей: Кристофер, Мэттью и Дженифер. У жены есть сын Брук от её первого брака.